# Drepturile omului în Arabia Saudită
Drepturile omului în Arabia Saudită sunt considerate a fi bazate pe legile religioase islamice ale lui Hanbali, aplicate sub regimul absolutist al familiei regale saudite. Arabia Saudită are un „Program Împotriva Radicalizării”, al cărui scop este să „combată răspândirea și atracția ideologiilor extremiste în sânul populației” și să „insufle adevăratele valori ale credinței islamice, precum toleranța și moderația”. „Toleranța și moderația” au fost puse de nenumărate ori sub semnul întrebării, spre exemplu de către ziarul The Baltimore Sun, pe baza rapoartelor Amnesty International privindu-l pe Raif Badawi.
Regimul foarte strict care conduce Regatul Arabiei Saudite este inclus în categoria „cel mai rău dintre rele” în rapoartele anuale ale Freedom House privind drepturile civile și politice.

## Tortura
Tortura și alte rele tratamente aplicate deținuților sunt lucruri obișnuite, larg răspândite, și aplicate în general fără teama de pedeapsă. Metodele de tortură includ bătăile, atârnarea de membrele inferioare sau superioare și privarea de somn. Printre cei torturați se numără și protestatari reținuți de poliție și deținuți în izolare zile sau săptămâni întregi, fără a fi acuzați sau judecați.

## Pedepsele corporale
Arabia Saudită este una din cele aproximativ 30 de țări din lume cu un sistem judiciar care permite pedepsele corporale. În cazul Arabiei Saudite acestea includ amputarea mâinilor și picioarelor pentru furt și flagelarea pentru contravenții sau infracțiuni de mai mică importanță precum „deviere sexuală” sau beție. În anii 2000 au apărut informații că femei victime ale violurilor au fost condamnate la lovituri de bici pentru adulter, deoarece nu au putut dovedi cine au fost violatorii. Numărul loviturilor de bici nu este prescris în mod clar în lege, rămânând la discreția judecătorilor și variind de la câteva zeci la câteva sute de lovituri, aplicate în general în decursul câtorva săptămâni sau luni. În 2004, Comitetul Națiunilor Unite împotriva Torturii a criticat Arabia Saudită din cauza amputărilor și flagelărilor pe care le desfășoară conform codului Sharia. Delegația saudită a răspuns prin a apăra „tradițiile legale” păstrate încă de la apariția Islamului, acum 1400 de ani, și a respins amestecul în sistemul său judiciar.
Tribunalele continuă să impună sentințe care prevăd suplimentar pedepse cu flagelarea pentru multe infracțiuni. Cel puțin cinci inculpați au fost condamnați la pedepse cuprinse între 1000 și 2500 de lovituri de bici. Flagelarea este aplicată în închisori.
În 2014, pedeapsa bloggerului saudit Raif Badawi a fost crescută la 1000 lovituri de bici și 10 ani de închisoare, după ce a fost acuzat de apostazie în 2012. Flagelarea urma să aibă loc de-a lungul a 20 de săptămâni. Prima rundă de 50 de lovituri i-a fost administrată pe 9 ianuarie 2015, dar următoarea rundă a fost amânată din motive medicale. Cazul său a declanșat o puternică reacție internațională de condamnare și a adăugat o presiune considerabilă pe sistemul juridic saudit
În octombrie 2015, pensionarul britanic bolnav de cancer Karl Andree, în vârstă de 74 de ani, a fost condamnat la 360 lovituri de bici pentru că a fermentat alcool pentru uzul propriu. Familia sa se teme că pedeapsa l-ar putea ucide.

## Pedeapsa capitală

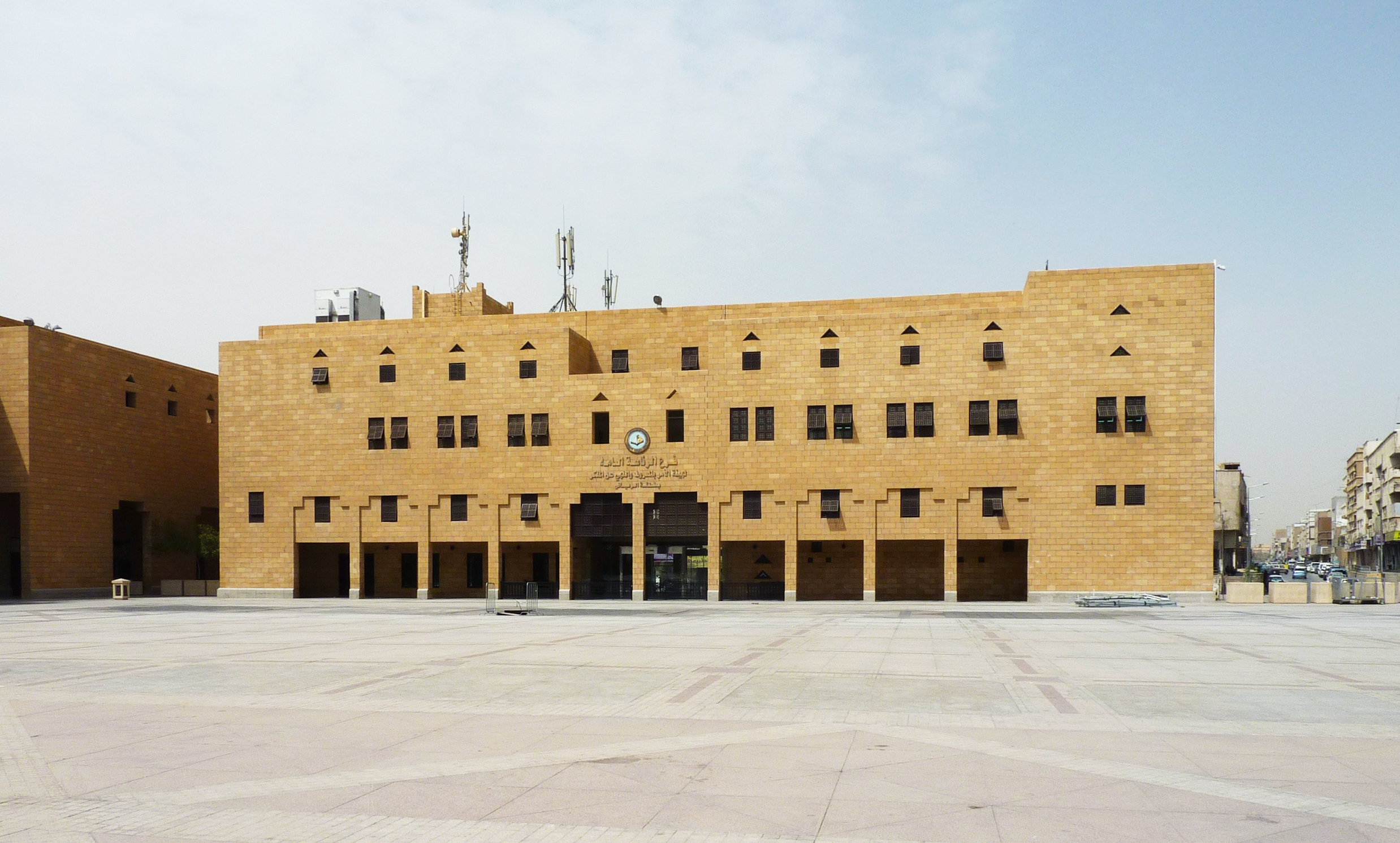
Piața Al Safa din Riad unde au loc execuții prin decapitare.

Arabia Saudită permite pedeapsa cu moartea, inclusiv execuții publice prin decapitare. Pedeapsa capitală poate fi impusă pentru o serie largă de infracțiuni precum omorul, violul, jaful armat, folosirea repetată a drogurilor, apostazia, adulterul, magia și vrăjitoria și poate fi executată prin decapitarea cu sabia, lapidare sau plutonul de execuție, urmată de crucificare. În 2005 au avut loc 191 de execuții, în 2006 38, în 2007 153, în 2008 au avut loc 102, în 2009 au avut loc 64, în 2010 27,, iar în 2011 82.
Numărul celor executați sau așteptându-și execuția a crescut dramatic în 2015. Peste 150 de execuții au avut loc până pe 4 decembrie 2015, iar alte 50 de execuții, conform presei saudite, sunt iminente. Printre cei care își așteaptă moartea se numără doi șiiți condamnați pentru revoltă împotriva regimului pe vremea când erau minori și un poet palestinian condamnat pentru apostazie pe baza unui volum de poeme. Zeci de persoane executate au fost condamnate pentru infracțiuni fără violență, inclusiv legate de droguri, iar activiștii pentru drepturile omului susțin că multe din procese n-au respectat drepturile acuzaților. În ianuarie 2015, o înregistrare video înfățișa o femeie din Myanmar strigând „Nu am ucis!”, până când capul i-a fost retezat cu o sabie în timpul unei execuții în plină stradă.
Un purtător de cuvânt al Societății Naționale pentru Drepturile Omului, o organizație fondată de guvernul saudit, declara că numărul execuțiilor este în creștere deoarece numărul infracțiunilor este în creștere, că prizonierii sunt tratați uman și că decapitările descurajează crimele, adăugând că „Allah, Creatorul nostru, știe cel mai bine ce e bun pentru poporul Lui... Ar trebui să ne gândim și să respectăm drepturile criminalilor, în loc să ne gândim la drepturile celorlalți?”
Pe 2 ianuarie 2016, autoritățile saudite au executat 47 de persoane într-o singură zi, din care 4 prin decapitare. Printre cei executați s-a numărat și șeicul Nimr al-Nimr, unul dintre cei mai importanți clerici șiiți din Arabia Saudită. Un critic deschis al familiei conducătoare saudite, al-Nimr a fost oficial condamnat la moarte pentru „incitare la ură sectară”, însă era foarte cunoscut rolul pe care l-a jucat în 2011, în amplele mișcări de revoltă desfășurate în estul majoritar șiit al Arabiei Saudite în timpul Primăverii Arabe. Executarea sa a stârnit rapid proteste de stradă în Provincia de Est, în emiratul vecin Bahrein, în Iran, Yemen și alte părți ale lumii.

## Traficul de ființe umane; situația lucrătorilor străini
Arabia Saudită este o țară de destinație pentru femei și bărbați traficați în scopuri de muncă forțată și exploatare sexuală. Femei și bărbați din Bangladesh, India, Sri Lanka, Nepal, Pakistan, Filipine, Indonezia, Sudan, Etiopia și multe alte țări călătoresc voluntar în Arabia Saudită în căutare de lucru în sectorul domestic sau în alte meserii puțin calificate, dar unii din ei se găsesc apoi în situația de a presta munci în condiții apropiate de sclavie. Poliția saudită și autoritățile de imigrare abuzează în mod regulat persoanele interpelate sau deținute, în special muncitorii din țările în curs de dezvoltare. În noiembrie 2013, autoritățile saudite au fost criticate pentru modul în care au planificat și executat acțiuni de combatere a muncii la negru. Autoritățile saudite, în unele cazuri cu ajutorul cetățenilor, au strâns la un loc mai mulți lucrători ilegali și i-au supus unor abuzuri fizice.
Lucrătorii din statele în curs de dezvoltare sunt adesea abuzați și de angajatorii lor direcți, care le rețin pașapoartele și actele de identitate, punându-i în imposibilitatea de a călători sau de a se întoarce în țara lor de origine. Pe 4 mai 2014, o angajatoare saudită nemulțumită că nu i s-a adus la timp cafeaua, a turnat apă clocotită pe menajera sa filipineză de numai 23 de ani, cauzându-i arsuri severe pe spate și pe picioare. Menajera nu a fost dusă la spital timp de câteva ore, fiind într-un târziu salvată de vărul ei. Într-un alt caz, o cameristă indiană a fost brutalizată de către familia angajatoare și obligată să lucreze în izolare, în condiții grele și fără hrană suficientă, timp de câteva luni. În octombrie 2015, când a încercat să scape, angajatoarea sa saudită i-a retezat un braț folosind o sabie. În noiembrie 2008, doi medici egipteni au fost condamnați la 15, respectiv 20 de ani de închisoare și 1500 de lovituri de bici fiecare, fiind acuzați de trafic de droguri și de violarea pacientelor, caz ce a determinat Egiptul să interzică medicilor săi să mai profeseze în Arabia Saudită. În 2013, o cameristă din Sri Lanka a fost decapitată de guvernul saudit, iar în 2014, guvernul indonezian le-a interzis cetățenilor săi să lucreze în Arabia Saudită, după ce autoritățile au decapitat o cameristă indoneziană.
De altfel, lucrătorii străini se regăsesc în proporție mare printre persoanele executate anual de guvernul saudit: 6 persoane din 27 în 2010, 28 de persoane din 82 în 2011 sau 27 de persoane din 79 în 2012.

### Sclavia sexuală
Femeile, în special cele din țările asiatice și africane, sunt supuse traficului de persoane în Arabia Saudită în scopuri de exploatare sexuală; altele sunt răpite și forțate să se prostitueze după ce au reușit să fugă de la angajatori care le terorizau sau le abuzau.
Unii bărbați saudiți folosesc și contracte de „căsătorie temporară” încheiate în state precum Mauritania, Yemen sau Indonezia drept mijloc de a-și exploata sexual angajatele străine. Fete chiar și în vârstă de șapte ani sunt făcute să creadă că încheie o partidă bună, dar la sosirea în Arabia Saudită devin sclavele sexuale ale soților lor, sunt obligate să muncească pe proprietatea acestora sau, în unele cazuri, să se prostitueze.
Multe femei americane sau de alte naționalități măritate cu bărbați saudiți sunt subiectul sclaviei, cu toate atributele date de „dreptul de proprietate”. Ele sunt răpite sau sechestrate cu violarea clară a legislației țărilor de proveniență a victimelor sau a ordinelor judecătorești emise de aceste state. Ele au fost strămutate din țările lor într-un stat care nu se supune legislației internaționale sau ordinelor judecătorești.

## Drepturile femeilor
Femeile saudite sunt supuse discriminării în multe aspecte ale vieții lor, precum sistemul judiciar. Deși, din motive sociale, reprezintă circa 70% din persoanele înscrise în universități, femeile alcătuiesc maxim 5% din forța de muncă a Arabiei Saudite, cea mai mică proporție din lume.
Felul cum sunt tratate femeile este considerat de unele surse drept segregare sexuală și „apartheid sexual”. Implementarea unei rezoluții guvernamentale care sprijinea suplimentarea oportunităților de angajare pentru femei a stârnit opoziția ministerului muncii, a poliției religioase, și a cetățenilor de sex masculin.
În multe părți ale Arabiei Saudite se consideră că rolul femeilor este să se ocupe de soții și de familiile lor. Mai mult, există un tip de segregare chiar și în interiorul caselor, precum prezența intrărilor diferite pentru bărbați și femei. Există totuși femei de succes, iar unele din ele se ocupă chiar de afacerile familiei în locul soților lor. 
Drepturile femeilor sunt în centrul apelurilor la reformă în Arabia Saudită, apeluri care pun la încercare statu quo-ul politic al regatului. Grupuri feministe locale și internaționale fac presiuni asupra guvernului să răspundă apelurilor, profitând de faptul că unii din cei aflați la putere sunt dornici să își proiecteze o imagine mai favorabilă în Vest. Prezența unor femei de afaceri, deși puține ca număr, implicate în aceste grupuri, face ca ele să fie auzite.
Înainte de 2008, femeilor nu le era permis să intre în hoteluri sau apartamente de închiriat fără un însoțitor (sau mahram). Totuși, printr-un decret regal din 2008, singurul lucru pe care trebuie să-l mai prezinte o femeie ca să i se permită accesul într-un hotel este o carte de identitate. Hotelul trebuie să informeze cea mai apropiată secție de poliție privind camera rezervată și durata șederii, dar acest lucru se face oricum pentru toți clienții hotelului. În aprilie 2010, o nouă carte de identitate pentru femei, opțională, a fost emisă pentru a le permite să călătorească în țări ale Consiliului de Cooperare al Golfului. Cardul de identitate include urmărirea prin GPS, amprentele posesoarei și elemente care o fac foarte greu de falsificat. Femeile nu au nevoie de permisiunea unui bărbat pentru a aplica pentru card, dar au nevoie de aceasta pentru a putea călători în străinătate. Suporterii noilor carduri afirmă că acestea le permit femeilor să-și îndeplinească activitățile cu ușurință și previn falsurile comise în numele femeilor.
Femeile au avut pentru prima dată dreptul să facă parte din Adunarea Consultativă a Arabiei Saudite în 2013, ocupând 30 de locuri. Mai mult, în același an, trei femei au fost numite vicepreședinți a trei comisii. Dr. Thurayya Obeid a fost numită vicepreședintele Comisiei pentru Drepturile Omului și Petiții, Dr. Zainab Abu Talib vicepreședintele Comisiei pentru Informație și Cultură, iar Dr. Lubna Al-Ansari vicepreședintele Comisiei pentru Sănătate și Mediu.
În 2013 Direcția Generală a Pașapoartelor a permis femeilor saudite căsătorite cu străini să răspundă de copiii lor, astfel încât copiii să poată avea permise de rezidență (iqamas) unde mamele lor să fie trecute ca responsabile. Aceste permise le dau dreptul de a lucra în sectorul privat în Arabia Saudită cât timp se află sub tutela mamelor lor, iar mamele își pot aduce în Arabia Saudită copiii care locuiesc în străinătate dacă nu au cazier judiciar. Soții străini ai femeilor saudite au primit și ei dreptul de a lucra în sectorul privat în regat dacă se află sub responsabilitatea soțiilor lor, cu condiția ca pe permisul lor iqama să scrie „soț al unei femei saudite” și să posede pașapoarte valide care să le permită să se întoarcă în orice moment în țările lor. Femeile saudite căsătorite cu străini se confruntă, totuși, cu dificultatea de a le transmite copiilor lor naționalitatea saudită.
Tot în 2013, Arabia Saudită a înregistrat prima femei avocat, Arwa al-Hujaili.
Conform publicației CIA The World Factbook, rata de alfabetizare este de 82,2% în rândul femeilor, în comparație cu 90,8% în rândul bărbaților.

### Conducerea mașinilor
Arabia Saudită este în acest moment singura țară din lume în care femeilor le este interzis să conducă vehicule motorizate.  
Interdicția nu este prevăzută explicit în legislație ci într-o fatwa „informală”, impusă de clerul musulman conservator cu scopul de a menține tradițiile de segregare sexuală ale țării. În ultimul timp însă, mai mulți clerici de frunte susțin că interdicția de a conduce ar trebui abrogată printr-o nouă fatwa sau printr-un decret regal.
În 1990, când 47 de femei saudite au condus mașinile soților lor pe străzile din Riyadh în semn de protest împotriva interdicției, ele au fost pedepsite. „Toate șoferițele, împreună cu bărbații lor, au primit interdicții de călătorie timp de un an. Femeile care lucrau în instituții guvernamentale au fost concediate. Iar din amvonul a sute de moschei ele au fost denunțate ca femei imorale care încearcă să distrugă societatea saudită”.
Femeile se plâng că „nu se pot deplasa fără un bărbat”. Multe nu își pot permite un șofer, iar puținele autobuze care operează în orașele regatului o fac în mod neregulat. În 2013, femeile au început o campanie de sfidare a interdicției de a conduce, urcându-se la volan pe data de 26 octombrie 2013. Totuși, pe 23 octombrie, într-o „rară și explicită reafirmare a interdicției”, purtătorul de cuvânt al Ministerului de Interne, generalul Mansur al-Turki, a avertizat că „Este cunoscut că femeilor din Arabia Saudită le este interzis să conducă, iar legile vor fi aplicate împotriva celor care le violează și a celor care le dau ajutor”. În decembrie 2014, două femei au fost arestate și condamnate la aproape o lună de închisoare pentru sfidarea interdicției de a conduce.
Femeilor le este permis să piloteze avioane, dar trebuie să fie conduse de un șofer bărbat la aeroport.
Hisham Fageeh, o saudită rezidentă în Statele Unite, a creat un videoclip care se referea la regulile guvernamentale ce le interzic femeilor să conducă. Videoclipul a fost lansat în aceeași zi în care multe saudite au participat la un protest național împotriva guvernului.
În 2015, o saudită care lucra în Emiratele Arabe Unite a fost arestată în timp ce încerca să intre la volan în Arabia Saudită. I-a fost reținut pașaportul și a fost obligată să aștepte între vame fără mâncare sau apă. Ea pretindea că permisul de conducere emis de EAU este valabil în toate statele Consiliului de Cooperare al Golfului, dar autoritățile vamale saudite au refuzat să-i accepte legalitatea.
În septembrie 2017 a fost emis un decret regal care consfințea că femeilor le va fi în sfârșit permis să conducă mașini în Arabia Saudită. Acest decret a intrat în vigoare pe 24 iunie 2018. Cu circa o lună înainte de ridicarea interdicției de a conduce, autoritățile saudite au arestat șapte persoane implicate în campania împotriva interdicției, inclusiv pe activistele pentru drepturile femeilor Loujain al-Hathloul, Eman al-Nafjan, Aziza al-Yousef, Madeha al-Ajroush și Aisha al-Manae. Câteva zile mai târziu, numărul persoanelor arestate s-a ridicat la zece. Cei arestați, în special activiste pentru drepturile femeilor, au fost acuzați de trădare și de faptul că lucrează pentru „entități străine”. Ulterior s-a aflat că scriitorul Mohammad al-Rabea și avocatul Ibrahim al-Mudaimigh se află printre cei reținuți. Al-Mudaimigh este cel care a apărat-o la tribunal pe Loujain al-Hathloul după ce fusese arestată peste 70 de zile, la sfârșitul anului 2014, pentru criticarea online a guvernului saudit și pentru că a adus în atenția publică interdicția de a conduce pentru femei. Contul de Twitter pro-guvernamental SaudiNews50 a publicat imagini ale celor arestați, pe chipul cărora erau aplicate ștampile roșii cu inscripția „trădători”. Textul care însoțea imaginile afirma că „istoria îi scuipă în față pe trădătorii țării”. Toți cei arestați au rămas în închisoare, iar ancheta și procesul lor sunt înconjurate de secret. Pe întreaga perioadă a detenției au apărut afirmații credibile că activistele arestate sunt supuse izolării, relelor tratamente și torturii. În februarie 2019, un grup de parlamentari britanici, sprijinit de mai multe organizații internaționale pentru drepturile omului, a întreprins o investigație și a concluzionat că acuzațiile de rele tratamente aplicate deținuților „sunt credibile”.

## Sectarismul

Provincia de Est, unde trăiește majoritatea șiiților.

Guvernul saudit a fost adesea considerat drept un opresor activ al musulmanilor șiiți din cauza ideologiei wahabiste, fundamentul statului saudit, ideologie care denunță credința șiită.
În decrete fatwa emise în 1988, conducătorul spiritual al Arabiei Saudite, Abdul-Aziz ibn Baz, îi denunță pe șiiți drept apostați. O altă fatwa, emisă de Abdul-Rahman al-Jibrin, un membru al Înaltului Consiliu Ulama, spune:
„Unii spun că rejecționiștii (Rafidha - cu referire la șiiți) sunt musulmani deoarece cred în Allah și Profetul său, se roagă și postesc. Dar eu spun că sunt eretici. Ei sunt cei mai perverși inamici ai musulmanilor, care ar trebui să se ferească de comploturile lor. Ei trebuie boicotați și expulzați, astfel ca musulmanii să scape de răutatea lor.”
Conform autorului american Vali Nasr, îndemnul lui al-Jibrin la uciderea șiiților era încă reprodus în literatura religioasă wahabită în 2002.
Conform unui raport din 2009 al Human Rights Watch, cetățenii șiiți ai Arabiei Saudite „sunt supuși discriminării sistematice în religie, educație, justiție și pe piața muncii”.
Arabia Saudită nu are miniștri, primari sau șefi de poliție șiiți, spre deosebire de alte țări vecine cu o semnificativă populație șiită, precum Irakul sau Libanul. Șiiții sunt împiedicați să ocupe funcții în forțele armate sau în serviciile de securitate și nici măcar una din cele trei sute de școli șiite pentru fete din Provincia de Est nu are director un șiit.
Ziaristul pakistanez Mohammad Taqi scria că „regimul saudit este pe deplin conștient că, într-o analiză finală, situația șiiților ... rezultată din privațiunile socio-economice, ca rezultat al represiunii religioase și marginalizării politice, se aseamănă cu un regim de apartheid”.

Depunând mărturie în fața Comisiei pentru Drepturile Omului din Congresul Statelor Unite ale Americii, Ali al-Ahmed, directorul Institutului pentru Afaceri în Zona Golfului, declara că: 
„Arabia Saudită este un exemplu grăitor de apartheid religios. Instituțiile religioase, de la clerici guvernamentali la judecători, la curicula religioasă și toate instrucțiunile religioase din media, se referă exclusiv la interpretarea wahhabistă a islamului, la care aderă mai puțin de 40% din populație. Guvernul saudit a confiscat islamul prin monopolul său asupra credințelor și practicilor religioase. Islamul wahhabist este impus cu forța tuturor saudiților, indiferent de orientarea lor religioasă. Secta wahhabistă nu tolerează alte religii sau credințe ideologice, musulmane sau nu. Simbolurile religioase ale musulmanilor, creștinilor, evreilor sau altor credincioși sunt interzise. Ambasada Arabiei Saudite din Washington este un exemplu viu de apartheid religios. În cei 50 de ani de existență, nici măcar un singur diplomat ne-sunit nu a lucrat în instituție. Filiala Universității Imamul Mohamed Bin Saud din Fairfax, Virginia le predă studenților că islamul șiit este o conspirație evreiască.”
În noiembrie 2014, în satul al-Dalwah din guvernoratul estic al-Ahsa, trei necunoscuți înarmați la au deschis focul într-o Husseiniya, un centru religios șiit, ucigând opt și rănind alte zeci de persoane. În timp ce guvernul, mass-media oficială de stat și conducerea religioasă au condamnat cu vigoare incidentul, o serie de articole din presa saudită a argumentat că atacul „nu a picat chiar din senin”, că a existat anterior o instigare antișiită în regat din partea „conducerii religioase, a unor predicatori și chiar lectori universitari – iar aceasta e în creștere.
Guvernul saudit a refuzat să le permită profesorilor și studenților șiiți să lipsească motivat de la școală pentru a lua parte la activitățile legate de Sărbătoarea Ashura, unul din cele mai importante evenimente religioase pentru musulmanii șiiți, care comemorează martiriul nepotului lui Mahomed, Husayn bin Ali). În 2009, în timpul procesiunilor Ashura, lideri religioși și ai comunității șiite au fost arestați.
Șiiților le este interzis să construiască moschei sau alte centre religioase și sunt obligați să urmeze acasă ritualul rugăciunii de vineri (Al-Hassan). În orașul estic Al-Khobar, cu o populație predominant șiită, nu există nici o moschee pentru acest cult. Poliția religioasă saudită impune obligativitatea rugăciunii, iar cei care se află în clădiri publice la ora rugăciunii sunt obligați să-și oprească activitățile pentru a se ruga. Deoarece între cele două culturi există diferențe între felul de a se ruga și orele de rugăciune, șiiții sunt forțați ori să se roage în modul și la ora la care o fac suniții, ori să ia o pauză în timpul serviciului.
În 2009, un grup de șiiți care se pregăteau pentru pelerinajul la Mecca (unul din cei cinci stâlpi ai islamului, pe care orice musulman în putere trebuie sa-l efectueze măcar o dată în viață) a fost arestat de poliția religioasă saudită. Între 20 și 24 februarie 2009, pelerinii din provincia majoritar șiită din est care veniseră la Medina pentru aniversarea morții profetului Mahomed s-au ciocnit cu poliția religioasă sunită la cimitirul Al-Baqi' din cauza unor diferențe doctrinare privind comemorarea morții. Forțele de securitate au împușcat în piept un pelerin în vârstă de 15 ani, iar un civil necunoscut a înjunghiat în spate un cunoscut șeic șiit, strigând „Moarte rejecționiștilor [șiiți]”. Autoritățile au negat rănirea vreunei persoane și au minimalizat arestările care au urmat în rândul pelerinilor șiiți.
Poliția religioasă a arestat femei șiite în Provincia de Est pentru lucruri mărunte precum organizarea de cursuri pentru studii coranice sau vânzarea de veșminte pentru ceremoniile religioase, acuzându-le de implicare în activități politice interzise în Regatul Saudit.
În orașul estic Dammam, unde trei sferturi din cei 400.000 de locuitori sunt șiiți, nu există moschei sau săli de rugăciune șiite, nicio chemare la rugăciune șiită nu e transmisă la TV, și nu există cimitire șiite.
La sfârșitul anului 2011, un pelerin șiit a fost acuzat ca fiind „implicat în blasfemie” și condamnat la 500 de lovituri de bici și 2 ani de închisoare. Tot la sfârșitul lui 2011, un cunoscut cleric șiit canadian, Usama al-Attar, a fost și el arestat. A fost eliberat în aceeași zi și a declarat că arestarea a fost complet neprovocată.
Majoritatea educației în Arabia Saudită se bazează pe material religios wahhabit sunit. De la vârste fragede, elevii sunt învățați că șiiții nu sunt musulmani și că șiismul este o conspirație pusă la cale de evrei, de aceea șiiții sunt pasibili de moarte. Profesorii guvernamentali wahhabiți, precum Abdulqader Shaibat al-Hamd, au proclamat la posturile de radio oficiale că musulmanii șuniți nu trebuie „să mănânce mâncare șiită, să se căsătorească cu ei, sau să-i lase să-și îngroape morții în cimitire musulmane”.
Guvernul a restricționat numele pe care șiiții le pot pune copiilor, în încercarea de a-i descuraja să-și facă publică identitatea. Textele saudite sunt ostile șiismului, caracterizându-le adesea drept o formă de erezie mai gravă decât creștinismul sau iudaismul.
Deoarece atitudinile anti-șiite sunt inoculate de la o vârstă fragedă, ele sunt transmise din generație în generație. Ele nu se regăsesc doar în textele scrise (adesea caracterizând șiismul drept o formă de erezie mai rea decât creștinismul sau iudaismul), dar și printre profesorii care predau în școli, chiar și în universități.  Profesorii wahhabiți le spun adesea elevilor șiiți că sunt eretici. Profesorii care declară că șiiții sunt atei și merită să fie uciși sunt rareori pedepsiți în vreun fel. La un seminar despre internet desfășurat în Orașul Științei și Tehnologiei „Regele Abdulaziz”, profesorul Dr. Bader Hmood Albader a explicat cât de benefic pentru societate este internetul, dar că există multe site-uri pe care șiiții proclamă că sunt musulmani, care ar trebui închise.
Există discriminare și în sânul forței de muncă. Profesorii șiiți nu au voie să predea materii sau teme religioase, care constituie jumătate din cursurile desfășurate în învățământul secundar. Șiiții nu pot deveni directori de școli. Unii șiiți ajung profesori universitari, dar adesea sunt supuși hărțuielilor din partea studenților și a facultății. Șiiții sunt descalificați ca martori în instanțele de judecată, deoarece suniții saudiți acuză practica șiită „Taqiyya”- permisiunea de a minți atunci când sunt speriați sau sunt în fața unui risc considerabil de persecuție. Șiiții nu pot servi ca judecători în instanțele inferioare și le este interzisă admiterea la academiile militare. Ei nu pot accede în înalte posturi guvernamentale sau de securitate, nici nu pot deveni piloți în Liniile Aeriene Saudite.
Publicistul iranian stabilit în Europa Amir Taheri cita un om de afaceri șiit din Dhahran care declara că „nu e normal să nu existe ofițeri, miniștri, guvernatori, primari și ambasadori șiiți în acest regat. Această formă de apartheid religios e la fel de intolerabilă precum a fost apartheid-ul bazat pe rasă”.
Human Rights Watch a raportat că șiiții vor doar să fie tratați ca egali și doresc să nu mai fie supuși discriminării. Cu toate acestea, minoritatea șiită este încă marginalizată pe scară largă.

## Libertatea religioasă

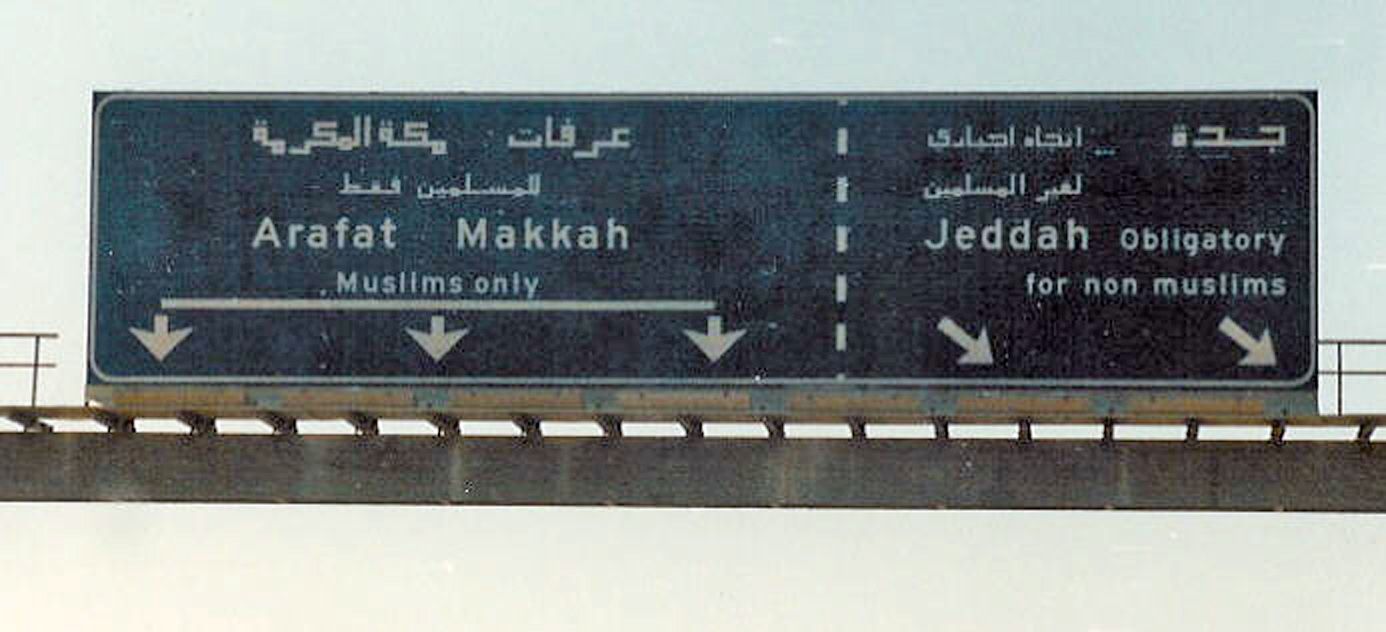
Indicator rutier al unei variante de ocolire folosită pentru a interzice accesul ne-musulmanilor în Mecca

Legile Arabiei Saudite nu recunosc libertatea religioasă, iar practicarea în public a religiilor ne-musulmane este interzisă în mod activ. Nici o lege nu le solicită în mod specific cetățenilor să fie musulmani, dar articolul 12.4 din Legea Naturalizării cere ca aplicanții să-și dovedească afilierea religioasă, iar articolul 14.1 cere ca aplicanții să obțină un certificat de la clericul lor local. Guvernul a declarat Coranul și Sunna (tradiția) Profetului Mohamed drept constituția țării. Nici guvernul, nici societatea în general nu acceptă conceptul de separare a religiei de stat, iar o astfel de separare nu există. Sistemul legal este bazat pe Shari'a (legea islamică), cu tribunale Shari'a care judecă pe baza unui cod derivat din Coran și Sunna. Conform Human Rights Watch, Arabia Saudită „discriminează sistematic minoritățile religioase musulmane, în particular pe șiiți și ismailiți”, dar guvernul le permite musulmanilor șiiți să-și folosească propriile tradiții judiciare pentru a rezolva cazuri fără aspect penal din cadrul comunității lor.